# Huỳnh Hữu Ủy
Huỳnh Hữu Ủy (sinh 1946) là một nhà nghiên cứu và phê bình về mỹ thuật.
Ông sinh tại Huế và là hội viên Hội Nghiên cứu Đông Dương (tên tiếng Pháp: Société des études indochinoises). Bài viết đầu tay của ông là "Đường bay của nghệ thuật" đăng trên tạp chí Văn (Sài Gòn) năm 1964 gây được nhiều chú ý và từ đó ông bắt đầu viết nhiều về mỹ thuật.
Trong công trình văn hóa Địa chí văn hóa thành phố Hồ Chí Minh do giáo sư Trần Văn Giàu chủ biên, ông viết hai chương về nghệ thuật tạo hình: "Một mảng tranh dân gian ở thành phố" và "Mỹ thuật Sài Gòn từ đầu thế kỷ đến năm 1975".
Trước 1975, ông viết trên các tạp chí chuyên đề văn hóa nghệ thuật: Văn, Tân Văn, Bách Khoa, Khởi Hành, Văn Học, v.v.
Sau 1975, ông viết trên một số báo, tạp chí trong cũng như ngoài nước: Sông Hương, Tuổi Trẻ Chủ Nhật, Mỹ thuật, Văn Nghệ, Kiến thức ngày nay ở trong nước, và Đất Mới (Canada), Văn Lang, Thế Kỷ 21, Hợp Lưu, Văn Học ở hải ngoại.
Ông định cư tại Hoa Kỳ.

## Sách đã xuất bản
- Nghệ thuật Tạo Hình Dân Gian Việt Nam (1993), Hồng Lĩnh.
- Nghệ thuật Tạo Hình Việt Nam (1995), Thanh Văn.
- Mấy Nẻo Đường Của Nghệ thuật Và Chữ Nghĩa (1999), Văn Nghệ.